# Байпаков, Карл Молдахметович
Карл Молдахметович Байпаков (17 ноября 1940, Талгар — 23 ноября 2018) — советский и казахстанский учёный-археолог, доктор исторических наук, профессор, член-корреспондент Национальной академии наук Республики Казахстан (1994), академик Национальной академии наук Республики Казахстан, заслуженный деятель науки Республики Казахстан (1998).

## Биография
Родился 17 ноября 1940 года в г. Талгар Казахской ССР. Происходит из рода кусык племени албан.
В 1963 году окончил исторический факультет Ленинградского государственного университета (кафедра археологии).
С 1966 года Байпаков К. М. — младший научный сотрудник отдела археологии.
С 1971 года стал старшим научным сотрудником.
В 1973 году Карл Молдахметович становится заведующим отделом средневековой археологии Казахстана.
С июня 1989 года — руководитель Археологического центра и заместитель директора института.
С 1991 по 2010 год — директор Института археологии имени А. Х. Маргулана МОН РК.
В 1994 году Байпаков К.М был избран членом-корреспондентом НАН РК.
С 2011 года — председатель Общественного объединения «Казахстанское археологическое общество».
В 2015 году Карлу Молдахметовичу было оказано высокое доверие организовать и возглавить Международный центр сближения культур под эгидой ЮНЕСКО на территории Евразии и Центральной Азии.
Являлся крупным специалистом в области средневековой археологии Казахстана и Центральной Азии. Его полномасштабные исследования таких памятников, как Отрар, городище Куйрыктобе, некрополь Костобе, буддийский храм на городище Койлык и многие другие расширили и обогатили источниковую базу древней истории Казахстана.
Умер 23 ноября 2018 года в Алматы. Похоронен на кладбище на проспекте Рыскулова.

## Научная деятельность
Карл Молдахметович является автором и соавтором более 50 монографий, 6 учебных пособий по археологии Казахстана для вузов, 15 альбомов и свыше 500 научных статей.
С 1963 по 1965 год он был коллектором Семиреченской археологической экспедиции АН КазССР.
В 1966 году защитил кандидатскую диссертацию (тема — «Средневековые города и поселения Семиречья (VII—XII вв.)», научный руководитель — К. А. Акишев).
В 1986 году защитил докторскую диссертацию (тема — «Средневековая городская культура Южного Казахстана и Семиречья VI — начала XII в. (динамика и основные этапы развития)»).
На базе Археологического центра ИИАЭ был организован Институт археологии в соответствии с постановлением Кабинета министров КазССР № 496 от 28 августа 1991 года благодаря усилиям Карла Молдахметовича, где в дальнейшем он был директором.

## Работы
- Байпаков К. М., Ерзакович Л. Б. Древние города Казахстана / АН Казахской ССР. — Алма-Ата: Наука, 1971. — 212 с.
- Байпаков К. М. Керамика средневекового Кулана // Поиски и раскопки в Казахстане / Отв. ред. К. А. Акишев. — А.-А., 1972. — С. 77—97.
- Акишев К. А., Байпаков К. М., Ерзакович Л. Б. Древний Отрар: (Топография, стратиграфия, перспективы). — Алма-Ата: Наука, 1972. — 216 с.
- Акишев К. А., Байпаков К. М. Вопросы археологии Казахстана. — Алма-Ата: Мектеп, 1979. — 160 с.
- Акишев К. А., Байпаков К. М., Ерзакович Л. Б. Позднесредневековый Отрар: (XVI-XVIII вв.). — Алма-Ата: Наука, 1981. — 344 с.
- Байпаков К. М. Средневековая городская культура Южного Казахстана и Семиречья (VI-начало XIII в.). — Алма-Ата: Наука, 1986. — 256 с.
- Акишев К. А., Байпаков К. М., Ерзакович Л. Б. Отрар в XIII—XV веках. — Алма-Ата: Наука, 1987. — 256 с.
- Керамика Средневекового Отрара / Сост.: К. М. Байпаков, Л. Б. Ерзакович. — Алматы: Өнер, 1990. — 212 с.
- Байпаков К. М. По следам древних городов Казахстана: Отрарский оазис. — Алма-Ата: Наука, 1990. — 208 с.
- Керамика Отрара: Альбом / Авторы вводной статьи и составители К. М. Байпаков, Л. Б. Ерзакович. — Алма-Ата, 1991.
- Байпаков К. М. и др. По Великому Шелковому пути: Альбом / Автор вводной статьи и консультант К. М. Байпаков. — Алма-Ата, 1991.
- Ұлы Жібек жолы және ортағасырлық Қазақстан. А., 1992.
- История древнего Казахстана. А., 1994;
- Байпаков К. М. Средневековые города Казахстана на Великом Шёлковом пути. — Алматы: Fылым, 1998. — 216 с.
- Байпаков К. М. и др. Туркестан — очаг цивилизации. — Алматы: Дидар Айна, 2000. (на каз., рус., англ. яз.)
- Байпаков К. М. и др. Раннесредневековая культура Семиречья и Южного Казахстана на Великом Шелковом пути / К. Байпаков, З. Шаймерденова, С. Перегудова. — Алматы: Fылым, 2001. — 240 с.
- Байпаков К. М. Древние города Казахстана. — Алматы: Аруна, 2005. — 316 с.
  - Байпаков К. М. Древние города Казахстана. — 2-е изд., перераб. и доп. — Алматы: Аруна, 2007. — 384 с.
- Байпаков К. М., Таймагамбетов Ж. К. Археология Казахстана: Учебное пособие для студентов вузов. — Алматы: Қазақ университеті, 2006. — 356 с. — ISBN 9965-30-076-3.
- Байпаков К. М. Великий Шёлковый путь на территории Казахстана. — Алматы: Адамар, 2007. — 496 с. — ISBN 978-9965-88406-1.
- Сокровища древнего и средневекового Тараза и Жамбылской области / К. М. Байпаков, Г. А. Капекова, Д. А. Воякин, А. Н. Марьяшев. — А.: Археологическая экспертиза, 2013. — 320 с. + 1 CD.
- Байпаков К. М. Выдающиеся археологические памятники Казахстана. — Алматы: Асыл Сөз, 2014. — 504 с.

## Награды
- 1988 — Лауреат Государственный премии им. Ч. Ч. Валиханова
- 1998 — Заслуженный деятель науки и техники Республики Казахстан
- 2003 — Орден Парасат[5]
- 2005 — памятная медаль ЮНЕСКО «за вклад в мировую науку»
- 2007 — Лауреат Независимой премии «Платиновый Тарлан»
- 2008 — Серебряная медаль А.Байтурсынова Ассоциации ВУЗов Республики Казахстан «Лучший автор»
- 2010 — Орден «Барыс» ІІІ степени[6]
- 2011 — Медаль «20 лет независимости Республики Казахстан»
- 2012 — Юбилейная медаль «За вклад в развитие Южно-Казахстанской области»
- 2016 — Почётный гражданин города Алма-Аты[7]
- 2017 — Государственная премия Республики Казахстан 2017 года в области науки и техники имени аль-Фараби (за работу на тему «Древняя и средневековая урбанизация Казахстана (по материалам исследований Южно-Казахстанской комплексной археологической экспедиции)»)[8]